# 라이언 리 (배우)
라이언 리(Ryan Lee, 1996년 10월 4일 ~ )는 미국의 배우이다.

## 출연 작품

### 영화
- Kings of the Evening (2008)
- The Legend of Hell's Gate: An American Conspiracy (2011)
- 슈퍼 에이트 (2011)
- 미팅 이블 (2012)
- 디스 이즈 40 (2012)
- 당신에게도 사랑이 다시 찾아올까요? (2012)
- 화이트 레빗 (2013)
- 옐로우버드 (2014) - 영어 더빙
- 메리 프리진 크리스마스 (2014, A Merry Friggin' Christmas)
- 구스범스 (2015)
- All summers end (2017)
- 인스턴트 패밀리 (2018)
- 블랙 프라이데이 (2021)

### 텔레비전
- 트로피 와이프 (2013-14)